# Remigration
Remigration (von lateinisch remigrare „zurückwandern“, „zurückkehren“), auch Rückwanderung oder Rückkehrmigration, bezeichnet den Teil eines Migrationsprozesses, bei dem Menschen nach einer beträchtlichen Zeitspanne in einem anderen Land oder einer anderen Region in ihr Herkunftsland oder ihre Herkunftsregion zurückkehren. Remigration findet in umgekehrter Richtung zur vorangegangenen Migration statt. Der Begriff findet in den Wirtschafts- und Sozialwissenschaften sowie in der Exilforschung Anwendung. 
Er wurde von der Neuen Rechten als Kampfbegriff und Euphemismus für Vertreibung und Deportation übernommen. Eine Jury wählte ihn zum „Unwort des Jahres 2023“ in Deutschland.

## Wortgeschichte
Das englische Wort remigration ist seit dem 17. Jahrhundert nachweisbar. Der religiöse Kontroversist Andrew Willet (1562–1621) verwendete es 1608 in seinen Schriften, ebenso der Jurist Sir Matthew Hale. Verwandte Ableitungen sind Kommigration, Demigration, Emigration, Immigration, Intermigration und Transmigration.
Dem Migrationsforscher Ernst Ravenstein (The laws of migration, 1885) war der Begriff unbekannt, er schrieb stattdessen counterflows (Gegenströmungen).

## Definition

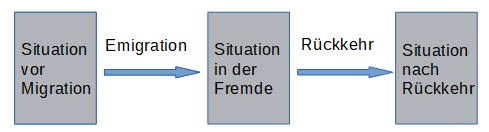
Situationsdarstellung nach Russell King

Der Begriff steht für die Rückkehr in einem engeren oder weiteren Herkunftskontext der Migration meist am Ende einer Wanderungskette. Üblicherweise wird von Remigration nur innerhalb der Biografie einer einzelnen Person gesprochen. Die Remigration der Nachfahren wird unter dem Terminus „Remigration der 2. Generation“ in der Migrationssoziologie behandelt. Der Ursprungsort kann ein Haus, Dorf, eine Region, ein Nationalstaat oder Kontinent sein.

## Formen und Perspektiven
Bis in die 1960er Jahre wurde die Remigration kaum erforscht, da es keine befriedigende Datengrundlage gab und die Migrationsforscher sich auf andere Aspekte der Migration konzentrierten.
Man kann zwischen der freiwilligen und erzwungenen Rückkehr unterscheiden: Die Remigration kann durch einen Migranten selbst initiiert oder aber auch erzwungen sein. Im Kontext der staatlich erzwungenen Rückkehr werden die Begriffe „Rückführung“, „Abschiebung“, „Ausweisung“ oder „Deportation“ gebraucht. Auch bei der freiwilligen Rückkehr können staatliche Institutionen oder Nichtregierungsorganisationen beteiligt sein, die die Remigration bzw. Reintegration organisatorisch und/oder finanziell unterstützen.
Der italienische Soziologe Francesco P. Cerase kam 1974 anhand einer Untersuchung der Remigration italienischer Auswanderer aus den USA zu einer Typisierung der Remigration, die in der Migrationsforschung bis heute verbreitet ist.
| Klassifikation           | Remigration nach Jahren | Orientierung     |
| Fehlschlag der Migration | <5                      | Herkunftsort     |
| Bewahrung der Identität  | 5–10                    | Herkunftsort     |
| Rückkehr zur Innovation  | 10–20                   | Auswanderungsort |
| Heimkehr zum Ruhestand   | >20                     | Auswanderungsort |
| keine Rückkehr           |                         | Auswanderungsort |

Bei einer Remigration nach kurzer Zeit spricht er von einem Fehlschlag der Migration und nennt als mögliche Gründe Anpassungsschwierigkeiten und das Fehlen adäquater Erwerbsmöglichkeiten. Eine Remigration zur Bewahrung der Identität findet statt, nachdem sich der Auswanderer eingerichtet hat, eventuell genügend erspart hat und seine Heimatkultur bewahren und sogar im Herkunftsort pflegen will. Deshalb spricht man auch von Rückkehr aus Konservatismus. Als eine Rückkehr zur Innovation bezeichnet er die Rückwanderung nach langem Aufenthalt mit dem Ziel, neue Ideen in seiner Heimat zu verwirklichen. Dieser Fall tritt seltener auf und der Rückkehrer trifft auf den Beharrungswiderstand der lokalen Gesellschaft. Die Rückkehr nach dem altersbedingten Ausscheiden aus dem Erwerbsleben findet erst nach langer Zeit statt und der Rückkehrer ist wegen seiner langen Abwesenheit und seiner Sozialisation am Auswanderungsort entfremdet.
Ein anderer, von Jean-Pierre Cassarino vorgestellter Ansatz unterscheidet bei Rückkehrern nach unterschiedlichen Graden der Vorbereitung („preparedness“), die auch mit verschiedenen Möglichkeiten der Aktivierung von Ressourcen für die Remigration und Reintegration zusammenhängen. Dazu zählt die Aktivierung und Nutzung von finanziellem Kapital, Qualifizierungen und sozialem Kapital. Je höher dieses ausfällt, umso erfolgversprechender ist die Remigration und Reintegration für die wandernde Person und das Herkunftsland. Entlang dieser Dimension lässt sich die Remigranten graduell klassifizieren. Am besten gestellt sind Rückkehrer, deren hoher Grad an „preparedness“ es erlaubt, Zeitpunkt und Art der Rückwanderung selbstständig zu planen. Diese verfügen über hohe Ressourcen und können diese nutzen sowie außerdem Kosten und Nutzen einer Rückkehr gegenüber einem Verbleib abwägen. Am schlechtesten gestellt sind etwa Personen, die das Aufnahmeland zum Beispiel wegen Abschiebungen verlassen. Ihre Bereitschaft zur Rückkehr sowie die Ressourcen sind am niedrigsten ausgeprägt.
Die Migrationswissenschaftlerin Katie Kuschminder unterscheidet nach den strategischen Verhältnissen der Rückkehrer vier Fälle:
- Freiwillige Rückkehr aus langer und meist erfolgreicher Abwesenheit mit dem Wunsch starker Eingliederung, wobei der Remigrant beiden Kulturkreisen zugewandt ist und bleibt.
- Freiwillige Rückkehr aus langer und meist erfolgreicher Abwesenheit mit dem Wunsch, die Werte und Kultur des Gastlandes wie in einer Enklave in seinem Ursprungsort zu erhalten.
- Freiwillige Rückkehr aus kürzerer und stabiler Abwesenheit mit traditionellen Ansichten und Werten des Ursprungsortes.
- Unvorbereitete Rückkehr (z. B. wegen Abschiebung, Deportation) nach kurzer Abwesenheit unter wirtschaftlich ungesicherten Verhältnissen. Kein Bezug zu Werten und Kultur des Gastlandes. Die Rückkehrer werden von der herrschenden Mehrheitsgesellschaft des Ursprungslandes abgelehnt.[12]

Auf der Makroebene werden Migranten auf der Ebene der Nationalstaaten häufig in die drei Kategorien
- Opfer wie Flüchtlinge, Vertriebene und Opfer des Menschenhandels
- erwünschte Hochqualifizierte und
- wirtschaftlich notwendige geringfügig qualifizierte sozial unerwünschte Migranten

eingeteilt. Das beeinflusst die Rückkehr und die Behandlung der Rückkehrer durch die Staaten und ihre Darstellung in den Medien.
Für Remigrationen gelten potentiell dieselben heterogenen Beweggründe wie für andere Formen der Migration. Es können jedoch zusätzliche Faktoren dazukommen, wie etwa der Wunsch, sich nach einer politisch motivierten Emigration in den veränderten Herkunftskontext einzubringen. Zu den häufig genannten individuellen Pushfaktoren gehören Rassismus und Diskriminierung im Aufenthaltsort, Heimweh und gesundheitliche Probleme. Pullfaktoren sind oftmals die familiären und sozialen Bande zum Herkunftsort, soziale Sicherheit (z. B. Pflege von oder durch Verwandte bei Krankheit und Alter, Kinderbetreuung) und Renteneintritt. Die mit der Rückkehr verbundenen Erwartungen werden oft nicht erfüllt (sowohl der Migrant wie auch Rückkehrumgebung haben sich während der Abwesenheit verändert) und es kommt zu Enttäuschung und Frustration, so dass der Remigrant evtl. wieder in sein Gastland zurückkehren will.

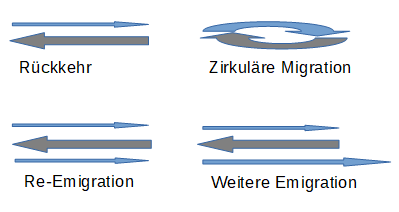
Rückkehr innerhalb verschiedener Migrationsverläufe

Rückkehr ist nicht gleichbedeutend mit dem Ende des Migrationsvorganges, sondern sie kann Teil eines Migrationsverlaufs oder im Fall der Zirkularmigration eines wiederkehrenden Zyklus bei Individuen oder Gruppen sein. Eine Einordnungsmöglichkeit der transnationalen Remigration orientiert sich am relativen Entwicklungsstand der beiden betroffenen Länder und kennt drei Typen: Remigration zwischen etwa gleich entwickelten Staaten, die Rückkehr aus einem hochentwickelten Staat in einen weniger entwickelten und die Rückkehr aus einem weniger entwickelten in einen höher entwickelten Staat.
Mit zunehmendem räumlichen Abstand ist die Remigrationsneigung von Langzeitmigranten geringer, da die wirtschaftliche, soziale und psychologische Trennung zwischen Heimatort und Aufenthaltsort größer ist. Zwischen näher zusammenliegenden Staaten können dagegen transnationale Kontakte, vor und nach der Rückkehr gepflegt werden.

### Wirtschaftliche Erklärungsansätze
In der Wirtschaftswissenschaft wird die individuelle Rückwanderungsentscheidung durch Überlegungen der Nutzenoptimierung erklärt. Als Gründe werden die Präferenz für Konsum am Herkunftsort, höhere Kaufkraft im Herkunftsort, Erreichung einer Ressourcenverbesserung (Zielsparen, Qualifikationen) und wirtschaftliche Schocks auf der makroökonomischen Ebene (Wechselkurs, Kaufkraftparität, Arbeitskraftnachfrage und Lohnniveau) oder mikroökonomischen Ebene (Arbeitslosigkeit, persönliche Zukunftsaussichten) und weiteres aufgeführt. Die Empirie dazu ist gering.
Im Neoklassischen Ansatz der Wirtschaftswissenschaft werden der Lohnniveauunterschied und die Zukunftserwartung höherer persönlicher Einkünfte als Migrationstreiber angesehen. Zur Rückkehrentscheidung kommt es, wenn der Migrant zu der Einsicht gelangt, dass die Differenz aus den Kosten des Aufenthalts und des Ertrages aus der Arbeitskraft falsch, d. h. zu günstig, eingeschätzt wurden. Der Rückkehrer erwartet nunmehr in seinem Heimatort den größeren Ertrag für sich. Die vorherige Migration wird als Fehlentscheidung bei Unsicherheit betrachtet. Ersparnisse und Qualifikationen spielen kaum eine Rolle.
Die Neue Ökonomie der Arbeitsmigration (engl. new economics of labour migration NELM) sieht die Rückkehr dagegen als Teil einer erfolgreichen Strategie von Migrieren, Geld verdienen, Rücküberweisungen in die Heimat, Ansparen und zuletzt der Rückkehr zu einem sichereren und komfortableren Leben am Ursprungsort. Anders als beim individualistischen Entscheidungsmotiv des Neoklassischen Ansatzes wird eine Strategie auf der Ebene eines Familienverbandes angenommen. Das Einkommen und die Ressourcen werden maximiert und diversifiziert und es werden gegenseitige Abhängigkeiten angenommen. Familienmitglieder bleiben im Ausland oder kehren zurück. In einer späteren Phase des Familien- oder Haushaltszyklus migrieren andere Mitglieder und stellen die weitere Unterstützung sicher.

### Genderaspekte
Im Geschlechtervergleich wollen Frauen seltener zurückkehren als Männer. Das erklärt sich teilweise aus der persönlichen und wirtschaftlichen Unabhängigkeit, die Frauen im Vergleich zum früheren Leben an ihrem Herkunftsort gewonnen haben, so dass sie nicht zu den tradierten Geschlechterrollen zurückkehren wollen. Da Frauen nach fast universellen Sozialvorstellungen zur Kinder-, Alten- und Krankenpflege angehalten werden, stellt die Pflege von Nichtfamilienmitgliedern eine häufige Einkommensmöglichkeit dar. Da die Migrantinnen mit ihren Geldüberweisungen in die Heimat zum Familieneinkommen beitragen, besteht bei Pflegenotwendigkeiten im heimatlichen Umfeld weniger Erwartungsdruck auf die Emigrantinnen als auf die zurückgebliebenen Angehörigen, die Pflege zu übernehmen.

### Rückwanderung und Ruhestand
Der Eintritt in das Rentenalter ist ein wichtiger Übergang in der Erwerbsbiografie. Die Erwerbsarbeit bestimmt nicht mehr den Aufenthaltsort und für Migranten stellt sich die Frage nach einer Änderung des Aufenthaltsortes und ihres Status. Es stehen analytisch mindestens vier Möglichkeiten offen, wobei die Übergänge fließend sind:
- Transnationale Mobilität: Der aktuelle Wohnort wird als Hauptwohnsitz beibehalten und der Migrant pendelt zwischen den Ländern. Das ist empirisch der häufigste Fall.
- Verbleib am Aufenthaltsort: Der Migrant bleibt an dem Ort, an dem er so lange im Erwachsenenalter gelebt und gearbeitet hat.
- Sesshafte Rückkehr: Der Migrant kehrt an seinen Ursprungsort zurück.
- Transnationale Rückkehr: Heimkehr an den Ursprungsort verbunden mit einem grenzüberschreitenden Pendeln.

Für die Entscheidung von Bedeutung sind Faktoren wie Geschlecht, Gesundheit, finanzielle Aspekte, Wohnort von Familienmitgliedern (insbesondere Kinder und Enkel; Frauen tendieren zu einer stärkeren Anbindung als Männer) und bilaterale Abkommen zur sozialen Absicherung (z. B. Krankenversicherung).
Ruheständler, die als Lifestyle-Migranten gealtert sind, entscheiden sich mit zunehmendem Alter zu einer Rückkehr in ihre Heimat. Eine Studie zu britischen Ruheständlern, die aus Spanien zurückkehrten, nennt die folgenden Gründe:
- Gesundheit und Pflege: Mangel an angemessenen Pflegeheimen, größere Gesundheitsprobleme, Sprachbarrieren und kein Zugang zu familiärer Pflege.
- Finanzielle Aspekte: Steigende Lebenshaltungskosten, Kosten für Gesundheitsleistungen, Wechselkursänderungen und Finanzierungsschwierigkeiten der Kranken- und Alterspflege.
- Soziale Lage: Tod des Partners, Familienbezug und Nostalgie, Einsamkeit und Isolation, Abgelegenheit des Wohnsitzes und Sprachbarrieren.

### „Rückwanderung“ der Folgegenerationen
Die „Rückwanderung“ der Kinder und Kindeskinder von Migranten ist ein Sonderfall. Die Kinder von Migranten können im Kindesalter mit ihren Eltern emigriert oder nach der Emigration evtl. auch in gemischt nationalen Ehen geboren sein. Die Zugehörigkeit, Identität und das Heimatgefühl zum Geburtsland eines oder mehrerer ihrer Vorfahren stellen definitorische und konzeptionelle Herausforderungen dar. Die „Rückkehr“ in die Heimat ihrer Eltern kann in Bezug auf sie selbst eine Auswanderung vom Geburtsort und Einwanderung in die Fremde sein. Ihr Ursprungsort (Geburtsort) ist nicht das Ziel ihrer „Rückkehr“, sondern ihre „Rückwanderung“ ist einfache Migration. Sie werden bei ihrer „Rückwanderung“ überspitzt ausgedrückt Fremde unter Mitmenschen der gleichen Ethnie.

## Unschärfe der Begrifflichkeiten
Die Remigrationsforschung als relativ junges Forschungsgebiet hat noch terminologische Defizite in der Beseitigung von Ungenauigkeiten, Zweideutigkeiten und Stereotypen (die eine fragwürdige Dichotomie implizieren können). So nennt King (2022):
- Re-migration kann verwirren, da der Begriff auch auf Weiterwanderungen zutrifft und im englischen Return-migration eindeutiger ist.
- illegal für die Beschreibung von Migranten ist falsch, da zwar der Vorgang der Migration, nicht aber eine Person illegal sein könne. Staatliche und politische Kategorisierungen dieser Art führten zu einer „Illegalisierung“ von Menschen.
- Zwischen freiwillig und erzwungen gibt es keine trennscharfe Unterscheidung (Dichotomie), sondern einen kontinuierlichen Übergang.
- Selbst Rückkehrer und Nicht-Rückkehrer kann unpräzise sein, da die Person zu einem späteren Zeitpunkt zur gegenläufigen Kategorie zählen kann.
- Die Dichotomien erwünscht/unerwünscht sowie erfolgreich/missglückt können auf Einzelaspekte der Return-migration zutreffen, aber nur selten auf alle Aspekte einer Return-migration. Sie sind eher politische Deutungsraster.

## Reintegration
Die Wiedereingliederung in der Heimat hängt von zahlreichen Faktoren ab. Verfolgte, Kriegsflüchtlinge, abgeschobene Migranten oder mit staatlicher Unterstützung Zurückkehrende, Studenten, Arbeits- und auch Lifestylemigranten haben unterschiedliche Erwartungen und Voraussetzungen zur Wiedereingliederung. Die Gesellschaft, Politiker und Ortsansässigen haben wiederum andere Bedürfnisse, Erwartungen und Perspektiven. Die Internationale Organisation für Migration (IOM) definiert die Reintegration sehr weit als einen Prozess zur Wiedereingliederung oder Wiederaufnahme in eine Gruppe oder einen Prozess.
Damit die Rückkehrförderung und die Reintegration nachhaltig sind, arbeiten seit den 1990er Jahren des Flüchtlingshilfswerk (UNHCR), die Internationale Organisation für Migration (IOM), Nichtregierungsorganisationen (NGO) und Forscher an gemeinsamen Definitionen und Konzepten. Dabei wurde die enge Betrachtung der Rückführung von Flüchtlingen zugunsten einer nachhaltigen Rückführungsförderung und Reintegration auf alle Arten von Migranten erweitert und die IOM übernahm die Führung. Das Ziel einer nachhaltigen Reintegration wurde im Globalen Pakt für eine sichere, geordnete und reguläre Migration von 2018 vereinbart.

## Konsequenzen der Remigration
Die Remigration hat Auswirkungen auf die Identität der Migranten. Laut dem Transnationalismus-Theorieansatz entstehen im Zuge der Einwanderung und Rückwanderung Zugehörigkeitsgefühle zu beiden beteiligten Staaten, Regionen oder Kulturen (so genannte transnationale hybride Identitäten). Diese bedeuten nicht unbedingt einen Identitätskonflikt für den Migranten, sondern addieren sich oft zu einer persönlichen Identität.
Die Rückwanderung bringt unter anderem Konsequenzen bezüglich der Sozialversicherung mit sich. Beispielsweise können bei der (dauerhaften) Rückkehr eines Ausländers in seine Heimat Rentenkürzungen anstehen und/oder die Voraussetzungen für eine Beitragserstattung bei der gesetzlichen Rentenversicherung vorliegen (siehe hierzu zum Beispiel auch die betreffenden Abschnitte im Artikel Altersmigration).
Auf gesellschaftlicher Ebene können remigrierte Personen Modernisierungswirkungen auf die Herkunftsländer haben. Diese hängen unter anderem von den sozio-politischen Verhältnissen im Ausgangsland sowie auch oft von der Freiwilligkeit der Remigration und den damit verbundenen Zielen ab.

## Untersuchungen
Vom Bundesinstitut für Bevölkerungsforschung wurde mit der Paneldatenstudie German Emigration and Remigration Panel Study (GERPS) – einer mit dem Sozio-oekonomischen Panel verwandten Studie – der soziokulturelle Hintergrund von Emigration und Remigration untersucht.
Für Südtirol untersuchen die Universitäten Bozen und Innsbruck die Remigration von Südtirolern, die sich bei der Option in Südtirol für die Auswanderung ins Deutsche Reich entschieden hatten und denen von Italien 1948 eine Rückkehroption angeboten wurde.

## Remigration in der deutschen Geschichte
Die Migrationsgeschichte aus und nach Deutschland war seit dem 19. Jahrhundert immer wieder von signifikanten Rückwanderungsbewegungen gekennzeichnet. Von den deutschen Auswanderern in die USA kehrten im 19. Jahrhundert durchschnittlich zehn Prozent zurück; die Remigrationsquote schwankte zwischen 4,7 Prozent (1859) und 49,4 Prozent (1875). Die Entscheidung zur Remigration konnte an der Verschärfung der amerikanischen Einwanderungsgesetze 1875 und 1882 liegen, an einer gescheiterten Integration in die englischsprachige Gesellschaft der USA, oder an wirtschaftlichen und politischen Schwierigkeiten wie dem amerikanischen Bürgerkrieg.
Von den etwa 600.000 Deutschen und Österreichern, die in der Zeit des Nationalsozialismus ins Exil gegangen waren, kehrte nur ein kleiner Teil zurück. Zwar garantierte ihnen Artikel 116 des Grundgesetzes für die Bundesrepublik Deutschland, dass sie die deutsche Staatsangehörigkeit zurückerhielten, die sie bei ihrer Ausbürgerung durch die Nationalsozialisten verloren hatten. Doch namentlich viele dem Holocaust entronnene Juden – sie machten den Großteil der Exilanten aus – wollten nach 1945 mit Deutschland und den Deutschen, die im NS-Staat geblieben waren, nichts mehr zu tun haben. Bis 1960 kehrten nur 12.000 Juden nach Deutschland zurück. Deutlich größer war die Remigrationsquote bei politisch Verfolgten.
Einigen sozialdemokratischen Remigranten gelang in der Geschichte der Bundesrepublik eine spektakuläre Karriere: Heinz Kühn, Wilhelm Hoegner, Max Brauer, Herbert Weichmann, Ernst Reuter und Willy Brandt wurden Regierungschefs ihrer jeweiligen Bundesländer, Brandt wurde Bundeskanzler. Herbert Wehner und Erich Ollenhauer nahmen führende Positionen in der SPD ein. Prominente kommunistische Remigranten kamen in der Gruppe Ulbricht aus der Sowjetunion in die Sowjetische Besatzungszone (SBZ), um die Sowjetarmee beim Aufbau neuer Strukturen zu unterstützen.
Prominente Remigranten aus dem Kulturleben waren etwa Anna Seghers, Theodor W. Adorno, Max Horkheimer, Bert Brecht, Alfred Döblin, Fritz Kortner, Paul Dessau, Erwin Piscator und Hilde Domin. Andere wie Carl Zuckmayer und Thomas Mann verließen zwar nach 1945 ihr amerikanisches Exil, ließen sich aber in der Schweiz nieder. In einem öffentlichen Briefwechsel mit Walter von Molo und Frank Thiess erklärte Mann, eine kulturelle Betätigung sei nach 1933 in Deutschland unmöglich. Viele Kulturschaffende trafen nach ihrer Rückkehr auf Feindseligkeit der deutschen Mehrheitsbevölkerung. Dies galt insbesondere, wenn sie als Angehörige der Armeen der Siegermächte nach Deutschland zurückkamen, wie es Klaus Mann, Hans Habe oder Alfred Döblin getan hatten.
Sowohl in der SBZ als auch in den Westzonen wurde von Remigranten erwartet, die Daheimgebliebenen zu rehabilitieren. Auch unterstellte man ihnen, sich im Ausland lediglich „ausgeruht“ zu haben. Viele Remigranten hatten in der unmittelbaren Nachkriegszeit Schwierigkeiten mit der Versorgung mit Alltagsprodukten: Lebensmittelkarten wurden ihnen vorenthalten, da sie naturgemäß keine „Lebensmittel-Kartenstellen-Abmeldung“ ihres früheren Aufenthaltsortes vorweisen konnten.
Während des Zweiten Weltkriegs wurden acht Millionen Zwangsarbeiter angeworben oder ins Deutsche Reich verschleppt. Sie kehrten ab 1945 wieder in ihre Heimatländer zurück.
Das Wirtschaftswunder der 1950er und 1960er Jahre führte in der Bundesrepublik zu einem erheblichen Mangel an Arbeitskräften, den man in den Jahren 1955 bis 1968 durch die Anwerbung so genannter Gastarbeiter vor allem aus Südeuropa und der Türkei ausglich. Die Anwerbungen wurden bis 1964 auf ein Jahr oder zwei Jahre befristet, sodass ein Großteil der Betroffenen nach Ablauf seiner Beschäftigung in sein Herkunftsland remigrierte. Dies betraf den Großteil der angeworbenen Arbeiter, nämlich 12 von insgesamt 14 Millionen. Viele Jugoslawen und die meisten Türken, die als so genannte Gastarbeiter gekommen waren, blieben aber, unter anderem weil ihnen eine erneute Einreise nach ihrer Remigration nicht erlaubt war; auch die politische Instabilität in ihren Herkunftsländern wie namentlich die Jugoslawienkriege ab 1991 senkten die Motivation zur Remigration.
Unter der Kanzlerschaft Helmut Kohls stiegen die Zahlen türkischstämmiger Remigranten ab 1982 an, was an der Kürzung des Kindergelds, der Zunahme ausländerfeindlicher Diskurse in der Öffentlichkeit sowie an dem Rückkehrhilfegesetz vom 28. November 1983 lag: Bis 1984 erhielten Ausländer, die im Zuge der Anwerbeabkommen in die Bundesrepublik gekommen waren, bei Remigration in ihr Herkunftsland eine Rückkehrprämie von 10.500 D-Mark und ihre bis dahin eingezahlten Sozialversicherungsbeiträge. Die Pläne des neuen Kanzlers gingen noch weiter: Laut einem 2013 bekanntgewordenen Gesprächsprotokoll erläuterte Kohl der britischen Premierministerin Margaret Thatcher am 28. Oktober 1982, es werde „notwendig sein, die Zahl der Türken um 50 Prozent zu reduzieren“, da sie nicht zu assimilieren seien.

## Politisches Schlagwort der Neuen Rechten
Das Institute for Strategic Dialogue in London definierte Remigration 2019 im Kontext der Neuen Rechten in einem Zusammenhang mit der Verschwörungstheorie des Großen Austauschs als „Zwangsabschiebung von Minderheiten“ und ordnet sie als „weiche Form der ethnischen Säuberung“ ein.

### Frankreich

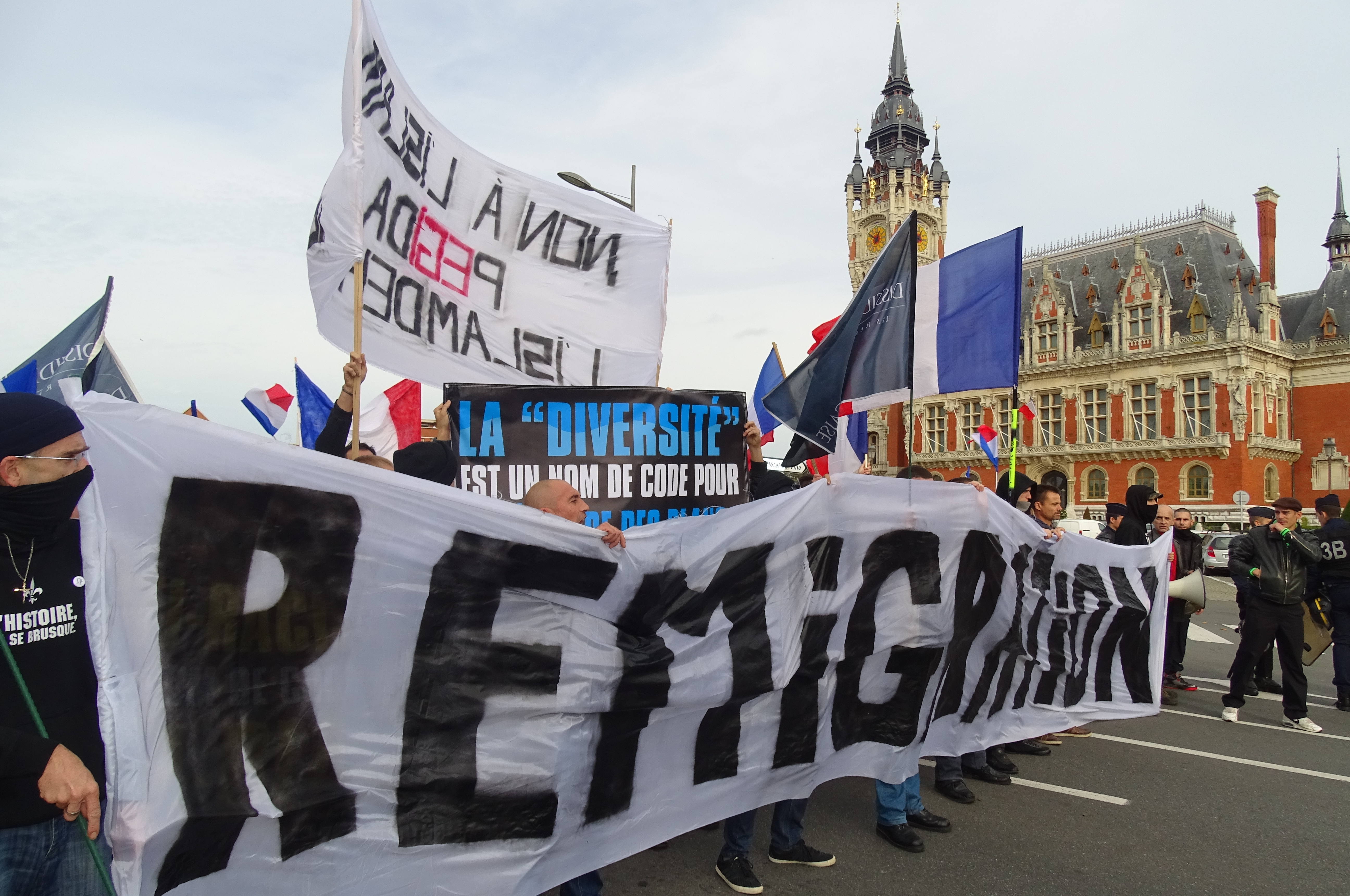
Banner auf einer Demonstration, Calais 2015

Der Historiker und Extremismusforscher Nicolas Lebourg weist darauf hin, dass der Begriff „Remigration“ schon in den 1990er Jahren von Bruno Mégret, einer Führungsfigur des damaligen Front National, verwendet wurde und sich Marine Le Pen mittlerweile davon distanzierte, um ihre Präsidentschaftsambitionen nicht zu gefährden.
Renaud Camus, einer der Vordenker des rechtsextremen Rassemblement National, propagierte nach seinem 2011 erschienenen Werk Le Grand Remplacement die „Remigration“ als Heilmittel gegen die „Masseneinwanderung“ und „Islamisierung“. Der Euphemismus für die Vertreibung ganzer Bevölkerungsgruppen entwickelte sich zu einem Schlüsselbegriff des französischen identitären Denkens.

### Deutschland

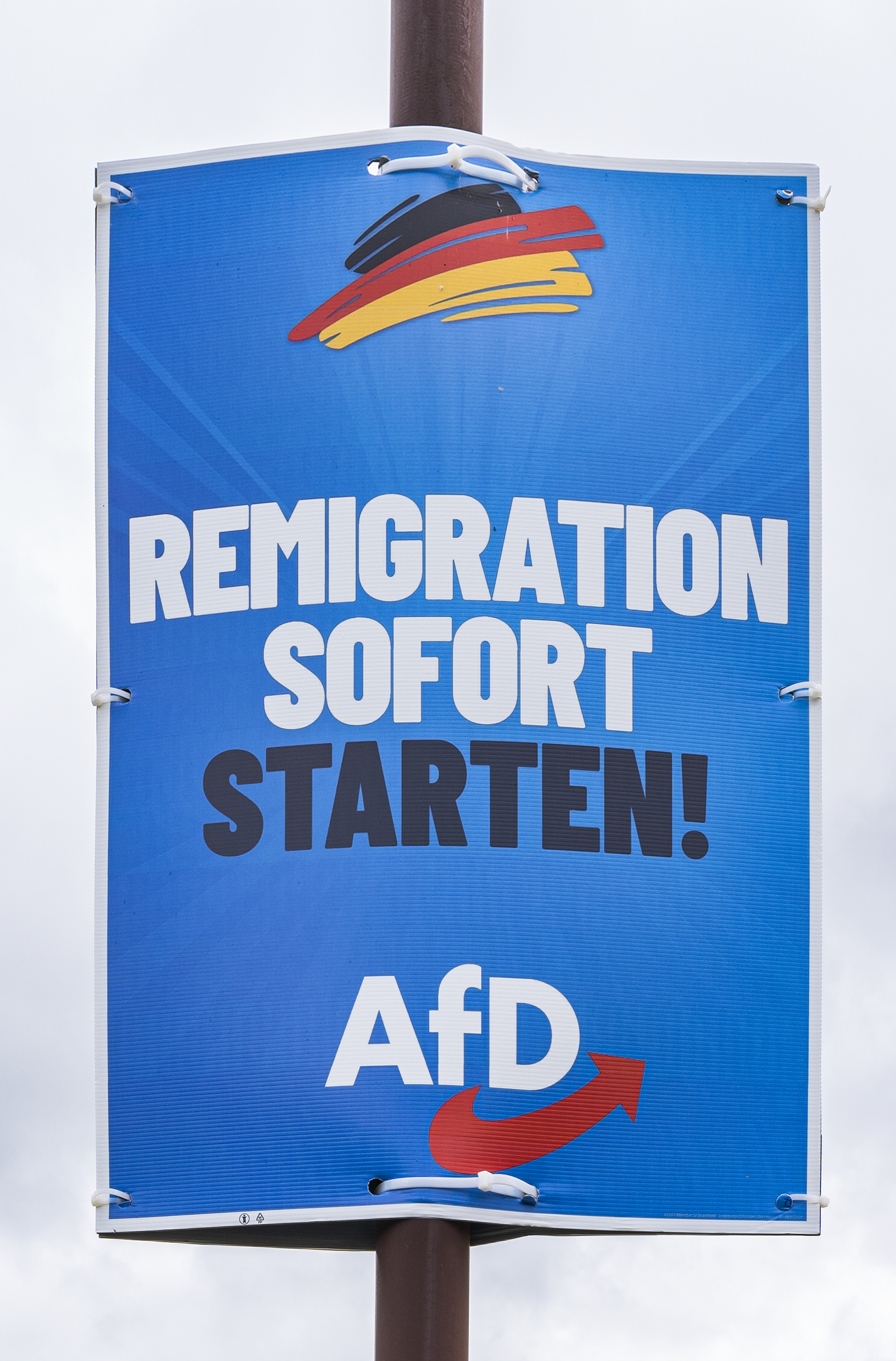
Wahlplakat der AfD Thüringen (2024)

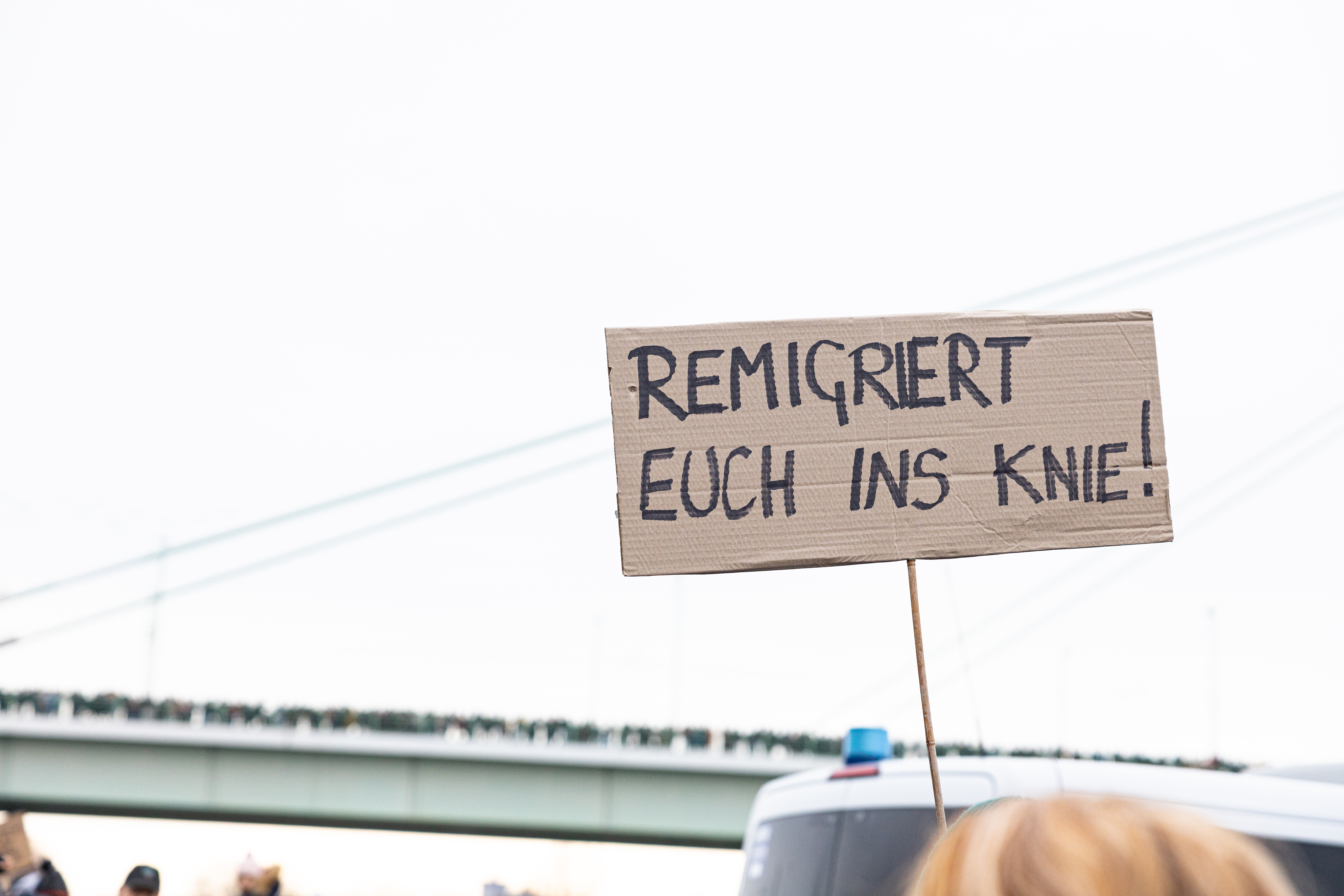
Protestschild auf einer Demonstration in Köln (2024)

Als politisches Schlagwort und Euphemismus für die Parole „Ausländer raus“ wurde der Begriff durch die Identitäre Bewegung eingeführt und von der Neuen Rechten wie auch der AfD übernommen, die unter Remigration die Rückführung „kulturfremder Menschen“ bzw. nichteuropäischer Migranten in ihre Herkunftsländer verstehen. 2018 schrieb der Vorsitzende der AfD Thüringen Björn Höcke von einem „großangelegten Remigrationsprojekt“, das auch „wohltemperierte Grausamkeit“ erfordere. Bei einem Fernsehduell mit Mario Voigt, dem Spitzenkandidaten der CDU bei den Thüringer Landtagswahlen, behauptete Höcke am 11. April 2024 dagegen, mit Remigration meine er die Rückkehr von 1,5 Millionen Deutschen, die in den vergangenen 30 Jahren ausgewandert seien und im Ausland lebten; darum gehe es auch seiner Partei. Der Kommunikationsberater Johannes Hillje kommentierte, Selbstverharmlosung sei eine typische Strategie von Rechtsextremisten: Höcke habe „gelogen, verdreht, verharmlost“ und sei damit durchgekommen.
Seit Oktober 2023 kursieren unter dem Titel Remigrationshymne in den Sozialen Medien Videos des Lieds L’amour toujours von Gigi D’Agostino, zu dem die Worte „Ausländer raus, Deutschland den Deutschen, Ausländer raus“ gesungen oder gegrölt werden.
Die Jury der Sprachkritischen Aktion Unwort des Jahres wählte mit Gastjuror Ruprecht Polenz „Remigration“ als „beschönigend für die Forderung nach Zwangsausweisungen und bis hin zu Massendeportationen“ zum Unwort des Jahres 2023. Der Begriff wurde bereits vor der besonderen Medienaufmerksamkeit auf das Treffen von Rechtsextremisten in Potsdam 2023 vorgeschlagen, bei dem der österreichische Rechtsextremist Martin Sellner einen sogenannten „Masterplan zur Remigration“ vorgestellt haben soll.
Im Februar 2024 verlangte Marine Le Pen, die Vorsitzende des französischen Rassemblement National, von Alice Weidel, der Co-Bundessprecherin der AfD, sie solle schriftlich erklären, dass Remigration niemals Teil des AfD-Programms sein werde. Dem konnte Weidel nicht nachkommen, da im AfD-Wahlprogramm zur Europawahl 2024 explizit „Remigrationsprogramme auf nationaler und europäischer Ebene“ gefordert werden. In ihrer Rede zur Nominierung als Spitzenkandidatin zur Bundestagswahl im Januar 2025 sagte Weidel, man müsse die Grenzen dicht machen und Rückführungen im großen Stil durchführen. Sie schloss: „Wenn es dann Remigration heißen soll, dann heißt es eben Remigration.“

### Österreich
Im Sommer 2023 nahmen Mitglieder der FPÖ-Jugend an einer Demonstration unter dem Schlagwort „Remigration“ in Wien teil. Nach Ansicht Bernhard Weidingers, Mitarbeiter der Stiftung DÖW (Dokumentationsarchiv des österreichischen Widerstandes), sind damit Massendeportationen von Geflüchteten gemeint. Am 1. März 2024 veröffentlichte der rechtsextreme Österreicher Martin Sellner ein Buch mit dem Titel Remigration: Ein Vorschlag.
Im Juni 2024 forderte die FPÖ eine Remigrationskommissarin. FPÖ-Obmann Herbert Kickl erhob im Wahlkampf der FPÖ im Zuge der Nationalratswahl 2024 ebenfalls die Forderung nach Remigration.